# Дијалекатски континуум
Дијалекатски континуум представља подручје где између суседних дијалеката постоји разумевање, али удаљавањем од тог подручја гомилају се разлике, тако да се говорници дијалеката на супротним крајевима дијалекатског континуума не разумеју. То могу бити и засебни језици и дијалекти једног језика.

## Примери
Пример дијалекатског континуума је српскохрватски континуум који се, опет, може сматрати делом јужнословенског дијалекатског континуума. Наиме, словеначки језик и северозападни хрватски дијалекти (кајкавско наречје) показују велики број заједничких особина које их одвајају од источних хрватских дијалеката који су, са друге стране, блиски западним босанским и српским дијалектима, док торлачко наречје показује бројне сличности са бугарским и македонским језиком.
Други примери дијалекатских континуума су скандинавски континуум (састављен од данског, норвешког и шведског језика), урду-хинди континуум и континуум између туркијских језика; може се рећи и да дијалекти немачког језика формирају један дијалекатски континуум (високонемачки, средњонемачки и нисконемачки).